# Camille Jenatzy

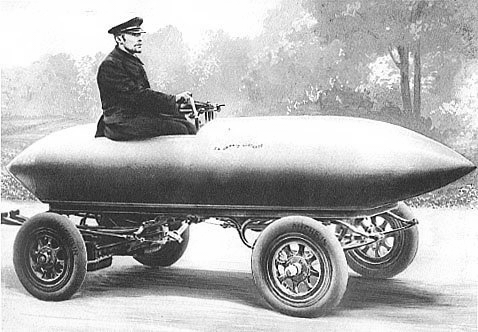
Camille Jenatzy con La Jamais contente

Camille Jenatzy (Schaerbeek, 4 novembre 1868 – Habay-la-Neuve, 7 dicembre 1913) è stato un ingegnere e pilota automobilistico belga.

## Biografia
Figlio di un costruttore di pneumatici in gomma, si interessò agli studi sulla trazione elettrica per le automobili. A motivo della sua barba rossa era soprannominato in Inghilterra il Red Devil («Diavolo rosso»).
Trasferitosi a Parigi, iniziò a fabbricare carrozze elettriche. Costruì un bolide a forma allungata che denominò La Jamais contente (La mai contenta) che gli permise di superare per la prima volta nella storia degli autoveicoli la soglia dei 100 km/h: era il 29 aprile 1899 e il percorso era quello della strada di Achères.
Alla morte del padre, dovette subentrare nella produzione di pneumatici, ma rimase un famoso pilota: nel 1909, vinse (a 200 km/h) una gara ad Ostenda a bordo di una Mercedes.
Nel 1903 vinse la prestigiosa Coppa Gordon-Bennett al volante di una Mercedes (primo successo per un'auto non francese), mentre arrivò secondo nel 1904 e si ritirò nel 1905.
Morì nel 1913 a causa di un incidente di caccia. Venne sepolto nel cimitero di Laeken, a Bruxelles.